# Domodedovo Airlines
Domodedovo Airlines (russisch Домодедовские авиалинии, Domodedowskije awialini) war eine russische Fluggesellschaft mit Sitz in Moskau. Sie war im Einflussbereich der russischen Oligarchen und Zwillingsbrüder Boris und Alexander Michailowitsch Abramowitsch, die einen Anteil von 49 % an der Airline hielten.

## Geschichte
Domodedovo Airlines wurde 1998 gegründet. 2004 hat sich die Gesellschaft mit vier anderen russischen Fluglinien zur Allianz AiRUnion zusammengeschlossen. Ende September 2008 wurde aufgrund finanzieller Probleme der Flugbetrieb eingestellt. Die Airline hatte bis 2008 ihren Hauptsitz am gleichnamigen Flughafen südlich von Moskau.
Fünf Ilyuschin IL-96 zählten zu ihren Flaggschiffen.
Domodedovo Airlines beschäftigte in der Luft etwa 400 Mitarbeiter. Am Boden unterhielt die Gesellschaft neben ihrem Hauptsitz in drei weiteren russischen Metropolen eigene Büros (Krasnojarsk, Norilsk, Jakutsk).

## Ziele
Neben Linienflügen innerhalb der GUS-Staaten und nach Deutschland bot die Gesellschaft vor allem Charterflüge zu südeuropäischen und südostasiatischen Zielen an.

## Flotte
Mit Stand September 2008 setzte sich die Flotte der Domodedovo Airlines aus den nachstehenden 28 Maschinen zusammen:
- 21 Iljuschin Il-62M
- 01 Iljuschin Il-18D
- 05 Iljuschin Il-96-300
- 01 Tupolew Tu-154M